# Zamarada ostracodes
Zamarada ostracodes là một loài bướm đêm trong họ Geometridae.